# 大阪市立平野南小学校
大阪市立平野南小学校（おおさかしりつ ひらのみなみ しょうがっこう）は、大阪府大阪市平野区にある公立小学校。
大阪市立平野小学校より分離し、1960年に創立した。

## 沿革
- 1960年4月1日 - 大阪市立平野南小学校として創立。
- 1960年6月13日 - 開校。この日を創立記念日とする。
- 1962年7月3日 - プール竣工。
- 1991年4月30日 - 講堂兼体育館・屋上プール竣工。

## 通学区域
- 大阪市平野区 流町1丁目（一部）、流町2丁目（一部）、流町3丁目・4丁目、平野東2丁目（一部）、平野東3丁目、平野東4丁目（一部）、平野本町4丁目（一部）、平野南1丁目-4丁目。

卒業生は基本的に大阪市立摂陽中学校に進学する。

## 交通・アクセス方法
- Osaka Metro（谷町線）平野駅より南東へ約1.1km
- 大阪シティバス・平野南口バス停および平野公園前バス停